# 지짐

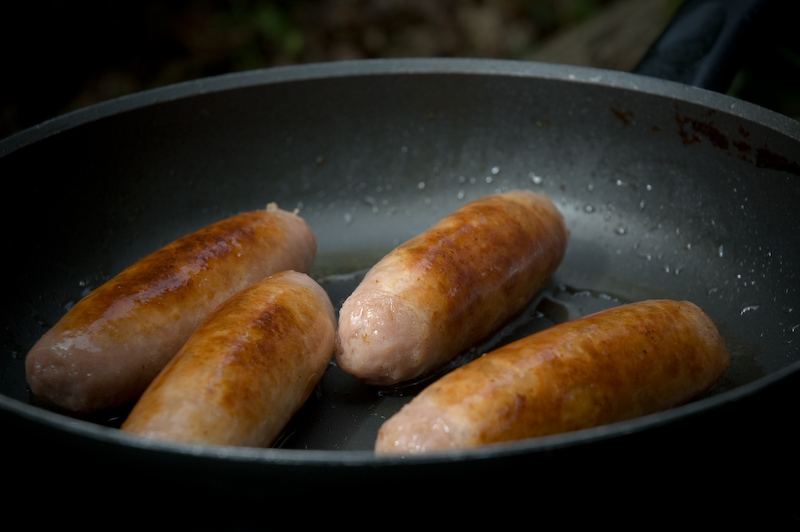
소시지를 지지고 있다.

지짐(煎, 전) 또는 찌김은 튀김에 비해 매우 소량의 식용유 또는 지방을 프라이팬을 비롯한 조리용 판에 둘러서 음식을 요리하는 것이다. 서양의 프라이와 거의 동일한 개념인데, 기름을 많이 쓰거나 아예 기름바가지 속에 식재료를 넣고 프라이를 하는 경우 지짐이 아닌 튀김이 된다.
베이컨이나 프레스햄처럼 식재료 자체에 기름이 함유되어 있을 때는 기름을 두르지 않기도 한다. "굽기"와 혼용되는 경우가 많고 "철판구이"라고 칭해지기도 하지만, 건식 요리법인 굽기와 기름 요리법인 지짐은 엄밀히는 조금 다르다.

## 나라별 요리
- 한국 요리
- 일본 요리
  - 오코노미야키
  - 타코야키

## 같이 보기
- 지짐판